# Jaime Martín Delgado
Jaime Martín Delgado (Santander, Cantabria, 1 de septiembre de 1965) es flautista y director de orquesta español.

## Flautista
Estudio flauta con Antonio Arias en Madrid y más tarde, con Paul Verhey en La Haya, Holanda. Participó en la primera generación de la Joven Orquesta Nacional de España con Manuel Angulo entre otros muchos. Como flauta solista ha tocado con numerosas orquestas, entre las que figuran Orquesta Sinfónica de Galicia, Orquesta Sinfónica de Tenerife, Filarmónica de Gran Canaria, la Academy of Saint Martin in the Fields, Royal Philharmonic Orchestra, London Mozart Players, Virtuosos de Moscú, Orquesta de Santa Cecilia de Roma, Orquesta de Cámara Europea y Orquesta de Cadaqués, de la cual es miembro fundador.
Ha trabajado con directores como Danielle Gatti, András Schiff, Gennadi Rozhdéstvenski, Heinz Holliger, sir Neville Marriner, Zubin Mehta, sir George Solti en la World Orchestra for Peace (conmemoración del 50 aniversario de las Naciones Unidas), Carlo María Giulinni, Claudio Abbado y Lorin Maazel entre otros.
Ha realizado, como solista, grabaciones de conciertos de Mozart con sir Neville Marriner, la grabación del estreno de la Sinfonietta Concierto para flauta y orquesta, escrita especialmente para él por Xavier Montsalvatge y dirigida por Gianandrea Noseda; ha grabado obras para flauta, violín y piano de Bach, con Murray Perahia y la Academy of St Martin in the Fields para el sello Sony y un cuarteto para flauta de Mozart para el sello EMI.
También grabó con la Orquesta de Cadaqués el Concierto de Aranjuez de Joaquín Rodrigo interpretado por el gran guitarrista flamenco Paco de Lucía en 1993.
Ha sido primera flauta de la Royal Philharmonic Orchestra desde 1997 hasta 2001 y lo es de la Chamber Orchestra of Europe, de la Academy of St Martin in the Fields y de la orquesta de la English National Opera.
Es profesor del Royal College of Music de Londres y de la National Youth Orchestra de Gran Bretaña.
En 2012 es nombrado Director Artístico del Festival Internacional de Santander.

## Director
Como director coge la batuta por primera vez en 2008 de la mano de Sir Neville Marriner, quien lo presenta en una gira conjunta por España con la Orquesta de Cadaqués. Desde entonces ha dirigido la Orquesta sinfónica de Barcelona, la Academy of Saint Martin in the Fields, la London Mozart Players, la English National Opera, la Orchestre National de Lyon, la Orchestre Philharmonique de Radio France, la Manchester Camerata, la Orquesta Filarmónica de Tenerife, la Irish Chamber Orchestra, la Orquesta Sinfónica de Castilla y León, la Sinfónica del Vallés y la Sinfónica de Galicia, entre otras.
También con la Orquesta de Cadaqués dirigió en 2010 a la cantaora flamenca Estrella Morente y al actor Jordi Dauder como narrador, en una conjunción de la obra melodramática Poèmes d"amour de Isaac Albéniz y El amor brujo de Manuel de Falla.
Ha grabado para el sello Tritó la Tercera Sinfonía de Beethoven y la Sinfonietta de Ernesto Halffter con la Orquesta de Cadaqués, así como dos discos con la Orquesta Sinfónica de Barcelona y Nacional de Cataluña con obras de Agustí Charles e Isaac Albéniz.
En diciembre de 2020 actuó en una retransmisión on line dirigiendo a la Orquesta Sinfónica del Principado de Asturias (OSPA), y a la pianista Lise de la Salle desde el Auditorio de Oviedo, en un concierto en Fa mayor para piano y orquesta.

## Premios y reconocimientos
- Premios Nacional de Música 2022, en la categoría de Interpretación.[1][3]